# Бем, Семён Ефимович
Семён Ефимович Бем (25 мая 1931, Армянск, Крымская АССР — 24 июня 2010, Сизовка) — чабан государственного племенного завода «Черноморский» Сакского района Крымской области, Украинская ССР. Герой Социалистического Труда (1971).

## Биография
Трудовую деятельность начал в 17-летнем возрасте. С 1948 года — помощник чабана овцеводческого совхоза имени Кирова (позднее — государственный племенной завод «Черноморский») Сакского района. Трудился в бригаде чабана Николая Василенко, который в 1949 году получил звание Героя Социалистического Труда. В 1948 году бригада Николая Василенко вырастила 112 ягнят от 100 овцематок. За эти выдающиеся трудовые достижения Семён Бем был награждён в 1949 году Орденом Трудового Красного Знамени.
Первый в совхозе внедрил зимний окот овец. В 1971 году вырастил в среднем по 121 ягнёнка от каждой сотни овцематок и настриг 4,3 килограмма шерсти с каждой головы. Указом Президиума Верховного Совета СССР от 8 апреля 1971 года «за выдающиеся успехи, достигнутые в развитии сельскохозяйственного производства и выполнение пятилетнего плана продажи государству продуктов земледелия и животноводства» удостоен звания Героя Социалистического Труда с вручением ордена Ленина и золотой медали «Серп и Молот».
После выхода на пенсию проживал в селе Сизовка, где скончался в 2010 году.